# Gouvernement Manouba
Das Gouvernement Manouba (arabisch ولاية منوبة, DMG Wilāyat Manūba) ist eines von 24 Gouvernements in Tunesien. Es befindet sich im Norden des Landes und umfasst eine Fläche von 1137 km² (0,7 % des Staatsterritoriums). Die Bevölkerungszahl beträgt 375.300. Hauptstadt ist das gleichnamige Manouba. Das Gouvernement wurde am 31. Juli 2000 gegründet.